# Ludovic Pommeret
Ludovic Pommeret est un athlète français, spécialiste de l'ultra-trail, né le 22 juillet 1975 à Valloire. Il a notamment remporté l'Ultra-Trail du Mont-Blanc en 2016, le Grand Raid (ou Diagonale des fous) en 2021, ex æquo avec l'Italien Daniel Jung (deuxième en 2009, 2014 et 2019) et le Hardrock 100 en 2024 et 2025.

## Biographie

### Vie personnelle et professionnelle
Ludovic Pommeret est ingénieur en informatique, travaillant pour le contrôle aérien suisse (Skyguide), spécialisé dans la simulation,. Il habite dans le bassin genevois et se partage entre la Suisse et la Savoie sur les hauteurs de Valloire.
Sa femme partage également sa passion pour le trail. En 2021, année de sa victoire à la Diagonale des Fous, il met sa propre carrière entre parenthèses pour aider Céline à réaliser son rêve de terminer cette course. En 2023, ils franchissent ensemble la ligne d'arrivée en 39 h 12 min.

### Débuts sportifs
Il découvre le trail en 2000, mis au défi par ses beaux-frères sur une course de village. Il s'inscrit ensuite en marcheur sur la Fortich', une course en Maurienne considérée comme l'ancêtre de l'UTMB, mais connaît son premier abandon.

## Carrière sportive

### Style de course
Il se définit comme « un coureur complet » n'ayant « pas de gros défaut nulle part ».

## Exploits majeurs

### Hardrock 100 2024
À 49 ans, Ludovic Pommeret remporte la Hardrock 100 le 13 juillet 2024 en 21 h 33 min 06 s, battant de 3 minutes et 16 secondes le précédent record détenu par Kilian Jornet. Cette victoire le fait entrer dans le cercle très restreint des athlètes ayant remporté l'UTMB, la Diagonale des Fous et la Hardrock 100.
Pour préparer cette course, il utilise une tente hypoxique pendant trois semaines, programmée pour simuler l'altitude de 2 500 mètres.

## Résultats
| no  | masculin           | Course                               | Longueur | Départ             | Temps            |
| --- | ------------------ | ------------------------------------ | -------- | ------------------ | ---------------- |
| 3e  | Médaille de bronze | SaintéLyon                           | 69 km    | 7 décembre 2008    | 5 h 08 min 52 s  |
| 1er | Médaille d'or      | Réunion d'Aventures                  |          | 9 mai 2009         |                  |
| 2e  | Médaille d'argent  | Grand Raid                           | 148 km   | 23 octobre 2009    | 22 h 26 min 32 s |
| 1er | Médaille d'or      | Trail Verbier St-Bernard - La Boucle | 110 km   | 2 juillet 2011     | 14 h 8 min 46 s  |
| 1re | Médaille d'or      | Dodo Trail                           | 80 km    | 31 juillet 2011    | 7 h 19 min 35 s  |
| 2e  | Médaille d'argent  | Trail Verbier St-Bernard - X-Alpine  | 111 km   | 12 juillet 2014    | 14 h 35 min 33 s |
| 2e  | Médaille d'argent  | Grand Raid                           | 173 km   | 23 octobre 2014    | 25 h 55 min 26 s |
| 1er | Médaille d'or      | Ultra-Trail du Mont-Blanc            | 170 km   | 26 août 2016       | 22 h 00 min 02 s |
| 2e  | Médaille d'argent  | Transvulcania                        | 73 km    | 13 mai 2017        | 7 h 18 min 15 s  |
| 1re | Médaille d'or      | Dodo Trail                           | 50 km    | 16 juillet 2017    | 5 h 47 min 21 s  |
| 3e  | Médaille de bronze | CCC                                  | 100 km   | 1er septembre 2017 | 10 h 50 min 47 s |
| 5e  | 5e                 | Championnats du monde de trail       | 85 km    | 12 mai 2018        | 8 h 58 min 12 s  |
| 2e  | Médaille d'argent  | High Trail Vanoise                   | 70 km    | 6 juillet 2019     | 9 h 04 min 59 s  |
| 3e  | Médaille de bronze | TDS                                  | 145 km   | 28 aout 2019       | 18 h 37 min 13 s |
| 2e  | Médaille d'argent  | Grand Raid                           | 165 km   | 19 octobre 2019    | 24 h 26 min 00 s |
| 3e  | Médaille de bronze | Trail du Ventoux                     | 46 km    | 8 mars 2020        | 3 h 44 min 46 s  |
| 3e  | Médaille de bronze | Montreux Trail Festival - MXTreme    | 112 km   | 25 juillet 2020    | 15 h 8 min 35 s  |
| 1er | Médaille d'or      | Grand Raid                           | 160 km   | 22 octobre 2021    | 23 h 02 min 21 s |
| 6e  | 6e                 | Western States 100                   | 100 mi   | 25 juin 2022       | 16 h 20 min 2 s  |
| 1er | Médaille d'or      | TDS                                  | 145 km   | 23 août 2022       | 18 h 37 min 04 s |
| 5e  | 5e                 | Ultra-Trail du Mont-Blanc            | 170 km   | 1er septembre 2023 | 21 h 0 min 55 s  |
| 2e  | Médaille d'argent  | Valhöll by UTMB - Epic 125K          | 123 km   | 10 mai 2024        | 14 h 37 min 16 s |
| 1er | Médaille d'or      | Hardrock 100                         | 161 km   | 13 juillet 2024    | 21 h 33 min 6 s  |
| 5e  | 5e                 | Ultra-Trail du Mont-Blanc            | 176,4 km | 30 août 2024       | 20 h 57 min 48 s |
| 2e  | Médaille d'argent  | Grand Raid Ventoux by UTMB - 100M    | 124 km   | 25 avril 2025      | 12 h 39 min 49 s |
| 1er | Médaille d'or      | Hardrock 100                         | 161 km   | 12 juillet 2025    | 22 h 21 min 53 s |